# William Wallace
William Wallace   (Elderslie i Renfrewshire, 1270 - Smithfield, 23 d'agost de 1305) va ser un cavaller escocès que va liderar la resistència contra l'ocupació anglesa d'Escòcia.

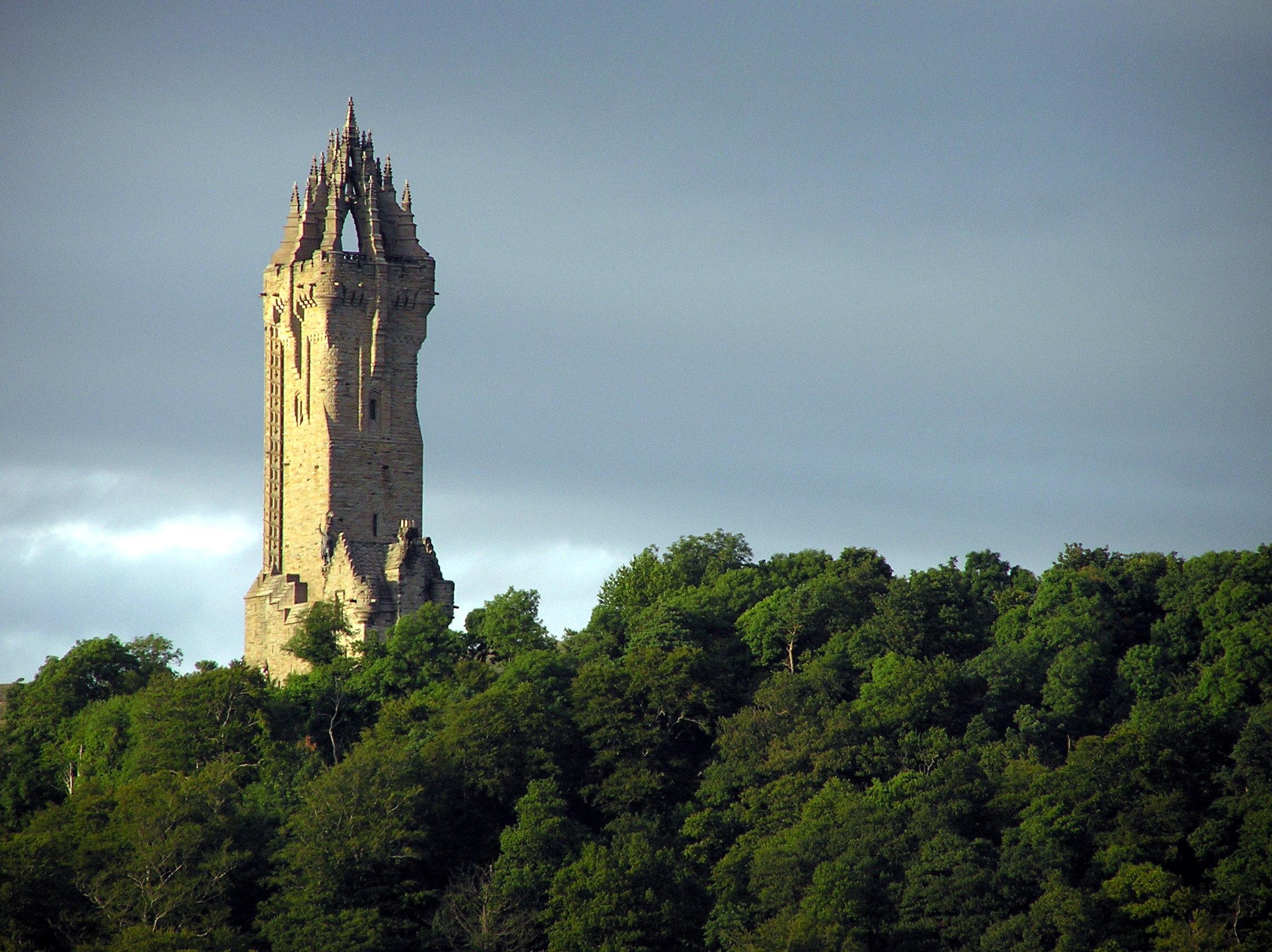
Wallace Monument, monument dedicat a William Wallace, a Escòcia

Es creu que va néixer a Paisley (Escòcia). Va ser declarat proscrit després de matar un anglès en una baralla. A partir d'aleshores van començar les seves accions contra els anglesos. Una mica més tard va incendiar una guarnició anglesa i dirigí un atac contra un funcionari real.
No va acceptar el tractat de submissió a Anglaterra firmat el 1297 pels nobles escocesos. En lloc d'això, va assaltar unes quantes fortaleses angleses situades al nord del riu Forth. L'11 de setembre de 1297 va derrotar els anglesos a la batalla del pont de Stirling. Es diu que quan va haver acabat la batalla va matar el comandant anglès, el va escorxar i se'n va fer un cinturó i, com que li'n va sobrar pell, encara es va poder fer una funda per a l'espasa.
Va ser elegit per al càrrec de regent, però el 1298 un gran exèrcit dirigit pel rei Eduard I d'Anglaterra va envair Escòcia una altra vegada. El 22 de juliol d'aquell any les tropes de Wallace es van veure derrotades a la batalla de Falkirk i sir William es va haver d'amagar. Un temps després va ser capturat prop de Glasgow i, després de ser jutjat per traïció, va ser executat el 23 d'agost de 1305.
William Wallace no va ser famós només per la seva gran alçada, de dos metres aproximadament, sinó també per la llargada de la seva espasa, de 66 polzades (167,64 cm).

## Antecedents

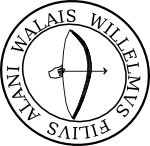
Segell personal de Sir William Wallace, trobat en una carta escrita l'11 d'octubre de 1297 a l'alcalde de Lübeck, Alemanya

William Wallace era membre de la noblesa menor, però se sap molt poc de la seva història familiar o fins i tot de la seva filiació. El propi segell de William, trobat en una carta enviada a la ciutat hanseàtica de Lübeck el 1297, dóna el nom del seu pare com Alan Wallace. Pot ser que aquest Alan Wallace sigui el mateix que el que figura als Ragman Rolls de 1296 com a inquilí de la corona a Ayrshire, però no hi ha cap confirmació addicional. Altres han especulat que Alan posseïa Ellerslie, prop de Kilmarnock, Ayrshire, i si fos cert, la finca podria ser un possible lloc de naixement de William, encara que no hi ha constància que Wallace tingués la propietat a mitjans del segle XIII. El poema de Blind Harry de finals del segle xv ofereix un pare alternatiu per a William, un Sir Malcolm d’Elderslie, a Renfrewshire, i també ha donat lloc a un possible lloc de naixement de William. No hi ha proves contemporànies que el vinculin amb cap lloc, tot i que ambdues àrees tenien connexions amb la família Wallace més àmplia. Els registres mostren que els primers membres de la família tenien propietats a Riccarton, Tarbolton, Auchincruive a Kyle i Stenton a East Lothian. Eren vassalls de James Stewart, 5è High Steward d'Escòcia, ja que les seves terres estaven dins del seu territori. S'ha afirmat que els germans de Wallace, Malcolm i Joan, són coneguts per altres fonts, però hi ha una manca d'evidència verificable de la relació de Joan amb William.
Els orígens del cognom Wallace i la seva associació amb el sud-oest d'Escòcia també estan lluny de ser certs, a part que el nom deriva de l’anglès antic, que significa 'estranger' o 'gal·lès'. És possible que tots els Wallace de l'àrea de Clyde fossin immigrants medievals de Gal·les, però, com que el terme també s'utilitzava per al regne de Strathclyde dels britans de parla cúmbrica, sembla igualment probable que el cognom es refereixi a persones que es consideraven gal·lèses a causa de la seva llengua cúmbrica.

## Carrera militar

### Crisi política a Escòcia

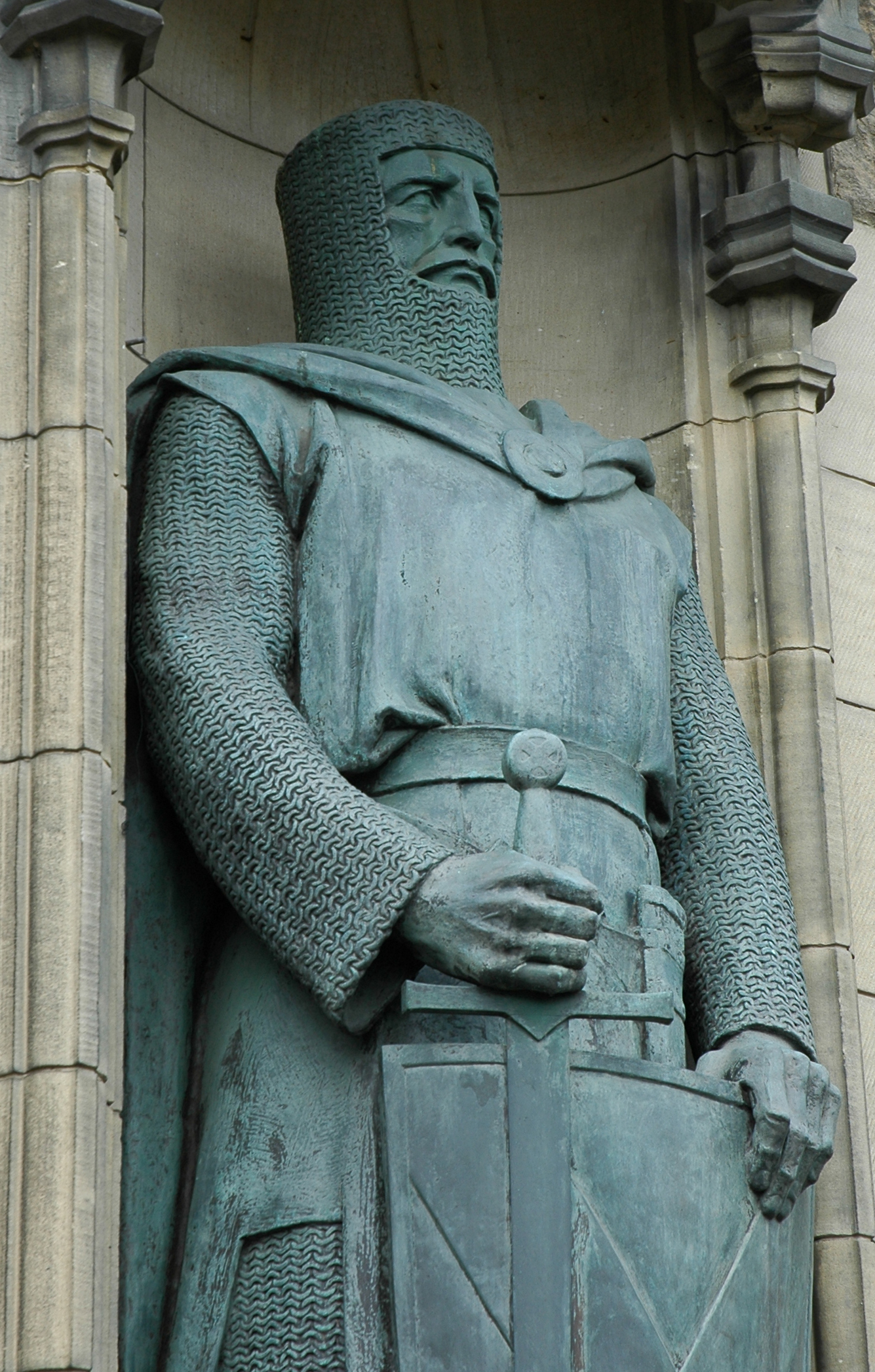
Estàtua de Wallace al castell d'Edimburg

Quan Wallace era gran, el rei Alexandre III va governar Escòcia. El seu regnat havia viscut un període de pau i estabilitat econòmica. El 19 de març de 1286, però, Alexandre va morir després de caure del seu cavall. L'hereu al tron va ser la néta d'Alexandre, Margarida I d'Escòcia. Quan encara era una nena a Noruega, els senyors escocesos van establir un govern de guardians. Margaret va emmalaltir durant el viatge a Escòcia i va morir a les Òrcades a finals de setembre de 1290. La manca d'hereu clar va donar lloc a un període conegut com la Gran Causa, amb un total de tretze contendents reclamant el tron. Les afirmacions més creïbles van ser Joan Balliol i Robert Bruce, avi del futur rei Robert I d'Escòcia.
Amb Escòcia amenaçant de caure en una guerra civil, el rei Eduard I d'Anglaterra va ser convidat per la noblesa escocesa a arbitrar. Abans que el procés pogués començar, va insistir que tots els contendents el reconeguessin com a Eduard I d'Anglaterra. A principis de novembre de 1292, en una gran cort feudal celebrada al castell de Berwick-upon-Tweed, es va emetre un judici a favor de Joan Balliol que tenia la reclamació legal més sòlida basada en ser més gran en primogenitura genealògica encara que no de la sang.
Eduard va procedir a prendre mesures per soscavar progressivament l'autoritat de Joan, tractant Escòcia com un estat vassall feudal, exigint que se li prestés homenatge i suport militar en la seva guerra contra França, fins i tot va convocar el rei Joan Balliol a presentar-se davant la cort anglesa com a demandant comú. Els escocesos aviat es van cansar del seu rei i, suposadament, la direcció dels afers va ser presa de les seves mans pels principals homes del regne, que van nomenar un Consell de Dotze —en la pràctica, un nou panell de Guardians— a Stirling el juliol de 1295. Van arribar a concloure un tractat d'assistència mútua amb França, conegut en anys posteriors com l'Aliança Auld.
Com a represàlia pel tractat d'Escòcia amb França, Eduard I va envair Escòcia, va assaltar Berwick-upon-Tweed i va començar la Guerra de la Independència d'Escòcia. Els escocesos van ser derrotats a Dunbar i els anglesos van prendre el castell de Dunbar el 27 d'abril de 1296. Eduard va obligar a Joan a abdicar, cosa que va fer a Stracathro prop de Montrose el 10 de juliol de 1296. Aquí les armes d'Escòcia es van arrencar formalment de l'abric de Joan, donant-li el nom permanent de Toom Tabard (abric buit). Al juliol, Eduard havia donat instruccions als seus oficials per rebre un homenatge formal d'uns 1.800 nobles escocesos (molts eren presoners de guerra en aquell moment).

### Anys de silenci abans de les guerres de la Independència
Alguns historiadors creuen que Wallace devia tenir alguna experiència militar anterior per liderar una campanya militar reeixida el 1297. Campanyes com les guerres d'Eduard I d'Anglaterra a Gal·les podrien haver proporcionat una bona oportunitat perquè un fill petit d'un terratinent es convertís en un soldat mercenari. El segell personal de Wallace porta la insígnia de l'arquer, per la qual cosa podria haver lluitat com a arquer a l'exèrcit d'Eduard.
L'Scotichronicon de Walter Bower de mitjans del segle xv, afirma que Wallace era «un home alt amb el cos d'un gegant ... amb llargs flancs... amples als malucs, amb braços i cames forts... amb tots els seus membres molt forts i ferms». El poema de Blind Harry de finals del segle xv The Wallace, afirma que Wallace va arribar als set peus.

### Inici de l'aixecament

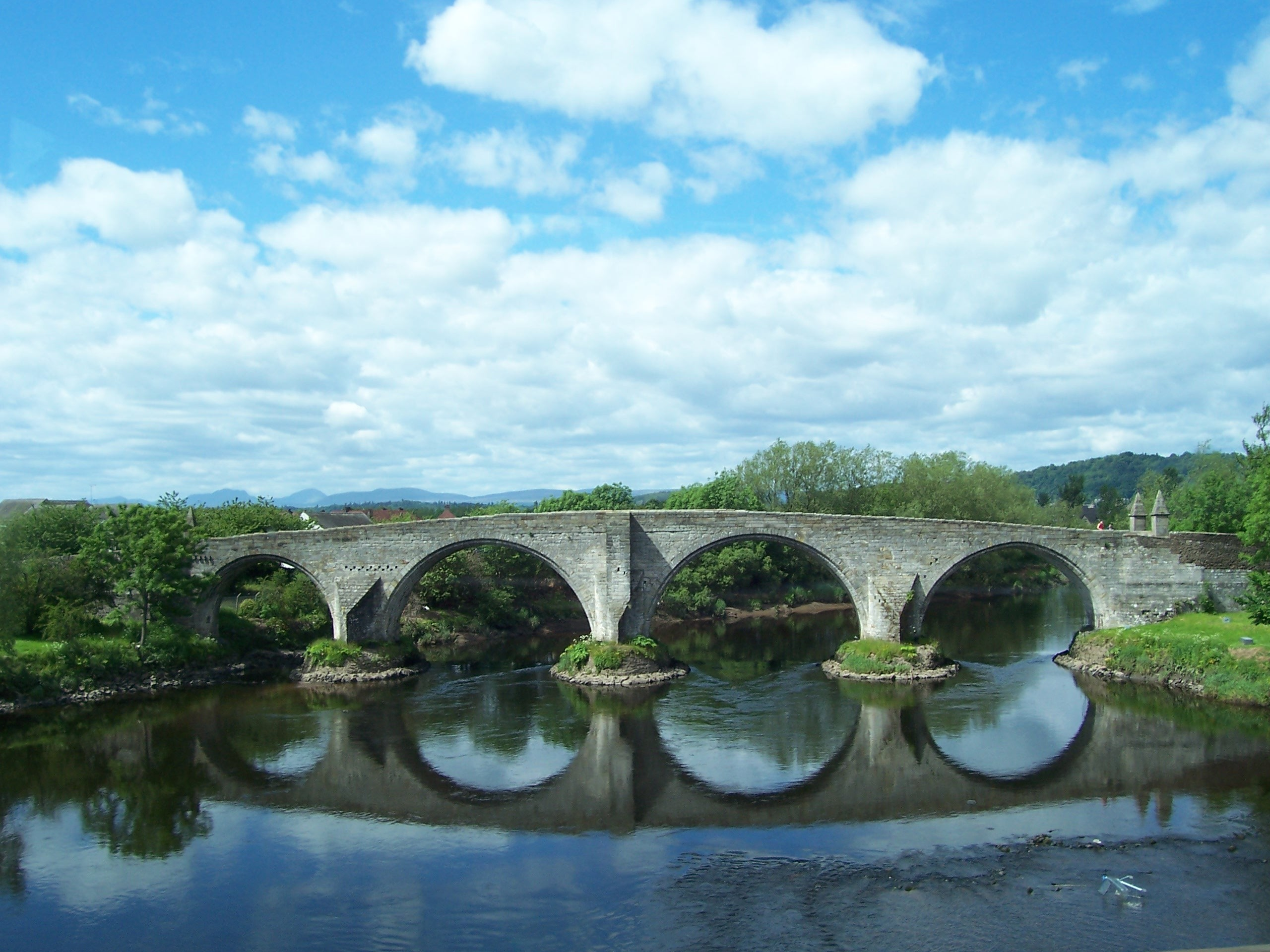
El pont de Stirling

L'11 de setembre de 1297, un exèrcit dirigit conjuntament per Wallace i Andrew Moray va guanyar la batalla del pont de Stirling. Tot i que molt superat en nombre, l'exèrcit escocès va derrotar l'exèrcit anglès. John de Warenne, sisè comte de Surrey, l'exèrcit feudal de 3.000 cavallers i entre 8.000 i 10.000 soldats d'infanteria es va trobar amb el desastre quan van travessar cap al costat nord del riu. L'estretor del pont va impedir que molts soldats creuessin junts (possiblement tan sols tres homes al costat), de manera que, mentre els soldats anglesos creuaven, els escocesos es van retenir fins que la meitat d'ells havien passat i després van matar els anglesos tan ràpidament com van poder travessar. La infanteria va ser enviada primer, seguida de la cavalleria pesada. Les formacions schiltron escoceses van obligar a la infanteria a tornar cap a la cavalleria que avançava. Una càrrega dirigida per un dels capitans de Wallace, va fer que uns quants dels soldats anglesos es retiressin mentre d'altres avançaven, i sota el pes aclaparador, el pont es va esfondrar i molts soldats anglesos es van ofegar. Així, els escocesos van aconseguir una important victòria, augmentant la confiança del seu exèrcit. Hugh de Cressingham, el tresorer d'Eduard a Escòcia, va morir en els combats i es diu que el seu cos va ser posteriorment escorxat i la pell tallada en petits trossos com a mostres de la victòria. The Lanercost Chronicle registra que Wallace tenia «una àmplia franja [de la pell de Cressingham]... pres del cap al taló, per fer amb això un baldric per a la seva espasa».
Després de la batalla, Moray i Wallace van assumir el títol de Guardians del Regne d'Escòcia en nom del rei Joan Balliol. Moray va morir a causa de les ferides patides al camp de batalla en algun moment a finals de 1297.
Wallace aviat va muntar una invasió del nord d'Anglaterra, creuant a Northumberland. L'exèrcit escocès va seguir l'exèrcit anglès fugint cap al sud. Atrapats entre dos exèrcits, centenars de refugiats van fugir darrere dels murs de Newcastle. Els escocesos van arrasar una franja de camp abans de girar cap a l'oest cap a Cumberland i saquejar fins a Cockermouth, abans que Wallace tornés als seus homes a Northumberland. Wallace va tornar després d'Anglaterra carregat de botí.
En una cerimònia, al 'Kirk o' the Forest' (Selkirk), cap a finals d'any, Wallace va ser nomenat cavaller. Això hauria estat realitzat per un dels tres comtes escocesos: Carrick (Robert I d'Escòcia), Strathearn o Lennox.

### Batalla de Falkirk

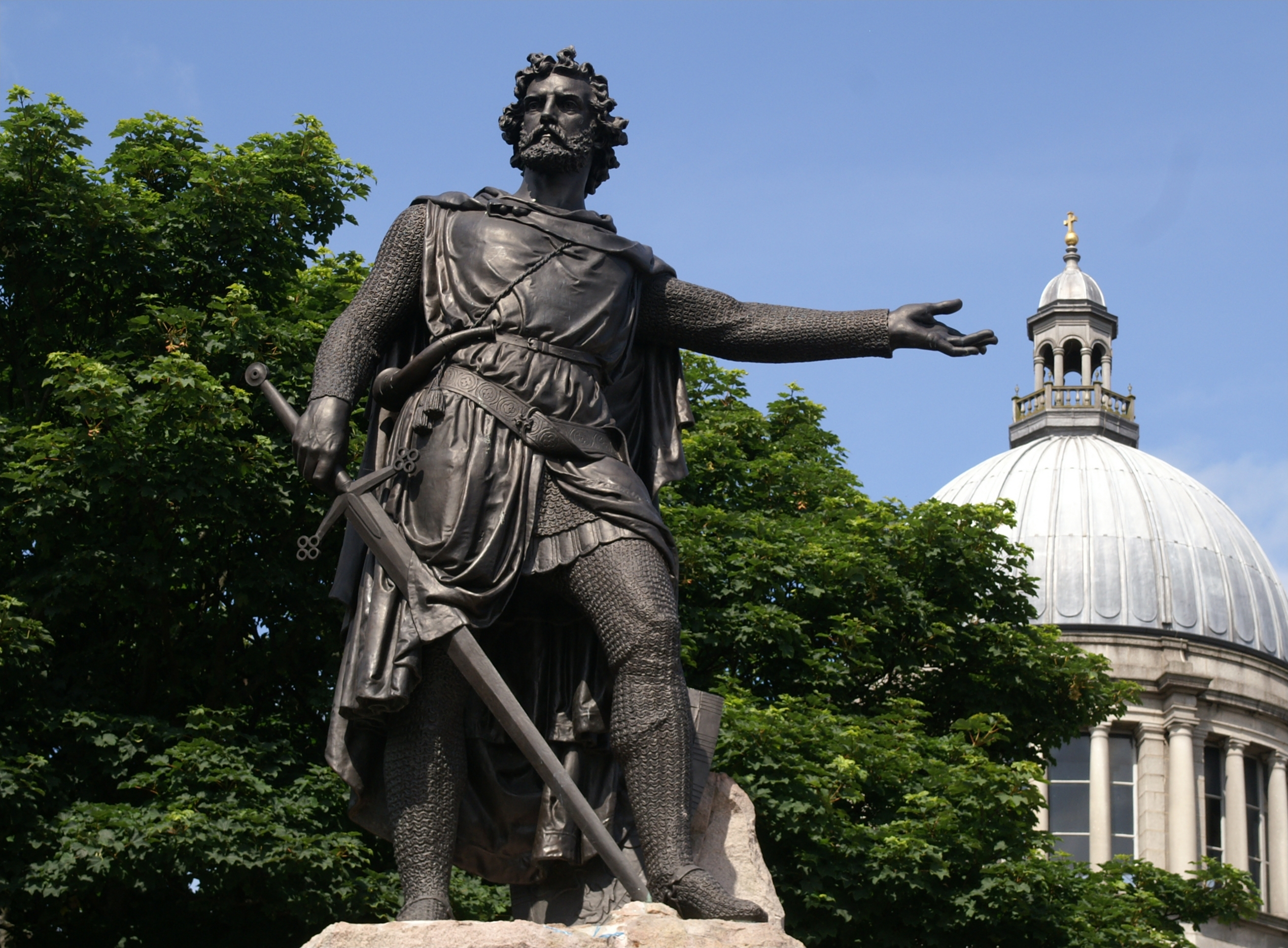
Estàtua de William Wallace, Aberdeen

L'abril de 1298, Eduard va ordenar una segona invasió d'Escòcia. Dos dies abans de la batalla es van pagar 25.781 soldats de peu. Més de la meitat d'ells haurien estat gal·lesos. No hi ha fonts clares per a la presència de cavalleria, però és segur suposar que Eduard tenia aproximadament 1.500 cavalls sota el seu comandament. Van saquejar Lothian i van recuperar alguns castells, però no van aconseguir portar William Wallace al combat; els escocesos van fer ombra a l'exèrcit anglès, amb la intenció d'evitar la batalla fins que l'escassetat de subministraments i diners va obligar a Eduard a retirar-se, moment en què els escocesos assetjarien la seva retirada. El fracàs dels intendents anglesos a l'hora de preparar-se per a l'expedició va deixar baixa la moral i els subministraments d'aliments, i la cavalleria va haver de sufocar un motí dins del propi exèrcit d'Eduard. Al juliol, mentre planejava tornar a Edimburg per a subministraments, Eduard va rebre informació que els escocesos estaven acampats a prop a Falkirk, i es va moure ràpidament per enfrontar-se en una batalla campal que feia temps que esperava.
Wallace va disposar els seus arquers en quatre schiltrons: formacions defensives circulars, probablement envoltades d'estaques de fusta connectades amb cordes, per mantenir la infanteria en formació. Els anglesos, però, van emprar arcs llargs gal·lesos, que van inclinar la superioritat tàctica al seu favor. Els anglesos van procedir a atacar amb cavalleria i van fer fugir els arquers escocesos. La cavalleria escocesa també es va retirar, a causa de la seva inferioritat respecte als cavalls pesats anglesos. Els homes d'Eduard van començar a atacar els schiltrons, que encara eren capaços d'infligir grans baixes a la cavalleria anglesa. Encara no és clar si els parabolts, les fletxes i les pedres de la infanteria van ser el factor decisiu, encara que és molt probable que fossin les fletxes dels arquers d'Eduard. Aviat van aparèixer buits als schiltrons i els anglesos els van explotar per aixafar la resistència restant. Els escocesos van perdre molts homes, inclòs John de Graham. Wallace va escapar, tot i que la seva reputació militar va patir molt.
Al setembre de 1298, Wallace va dimitir com a guardià d'Escòcia a favor de Robert I d'Escòcia, comte de Carrick i futur rei, i John Comyn, nebot del rei Joan Balliol.
Els detalls de les activitats de Wallace després d'això són vagues, però hi ha algunes proves que va marxar en una missió a la cort del rei Felip IV de França per demanar ajuda en la lluita escocesa per la independència. Hi ha una carta supervivent del rei francès datada el 7 de novembre de 1300 als seus enviats a Roma exigint que ajudessin Sir William. També suggereix que Wallace tenia la intenció de viatjar a Roma, encara que no se sap si ho va fer. També hi ha un informe d'un espia anglès en una reunió de líders escocesos, on van dir que Wallace era a França.
El 1304 Wallace va tornar a Escòcia i va participar en escaramusses a Happrew i Earnside.

### Captura i execució

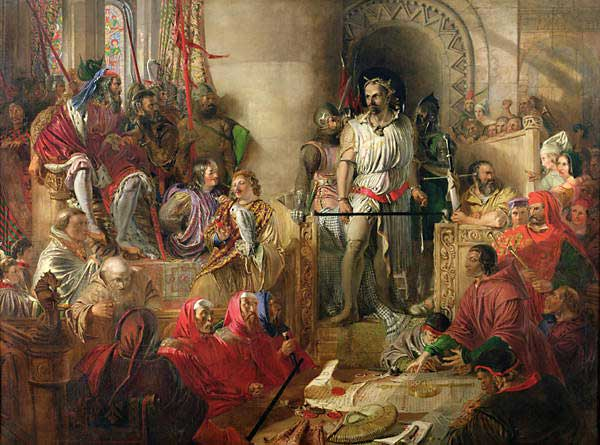
El judici de Wallace a Westminster Hall. Pintura de Daniel Maclise.

Wallace va esquivar la captura dels anglesos fins al 5 d'agost de 1305, quan John de Menteith, un cavaller escocès lleial a Eduard, va lliurar Wallace als soldats anglesos a Robroyston, prop de Glasgow, un lloc commemorat per un petit monument en forma de creu celta. Cartes de salconduit de Haakon V de Noruega, Felip IV de França i Joan Balliol, juntament amb altres documents, van ser trobades en poder de Wallace i lliurades a Eduard per John de Segrave.
Wallace va ser transportat a Londres i portat a Palau de Westminster. Allà va ser jutjat per traïció, per la qual cosa la seva defensa va ser que ell, a diferència de la majoria dels altres líders escocesos, mai havia jurat lleialtat a Eduard. També va ser acusat de cometre atrocitats contra civils durant la guerra, no estalviar ni edat ni sexe, monjo ni monja. Com a resultat, el judici ha cridat l'atenció de l'erudició jurídica moderna, ja que és un dels primers exemples del que ara es consideraria un processament per crims de guerra. És un dels tres judicis premoderns coneguts que van plantejar, en els termes actuals, qüestions de dret internacional humanitari.

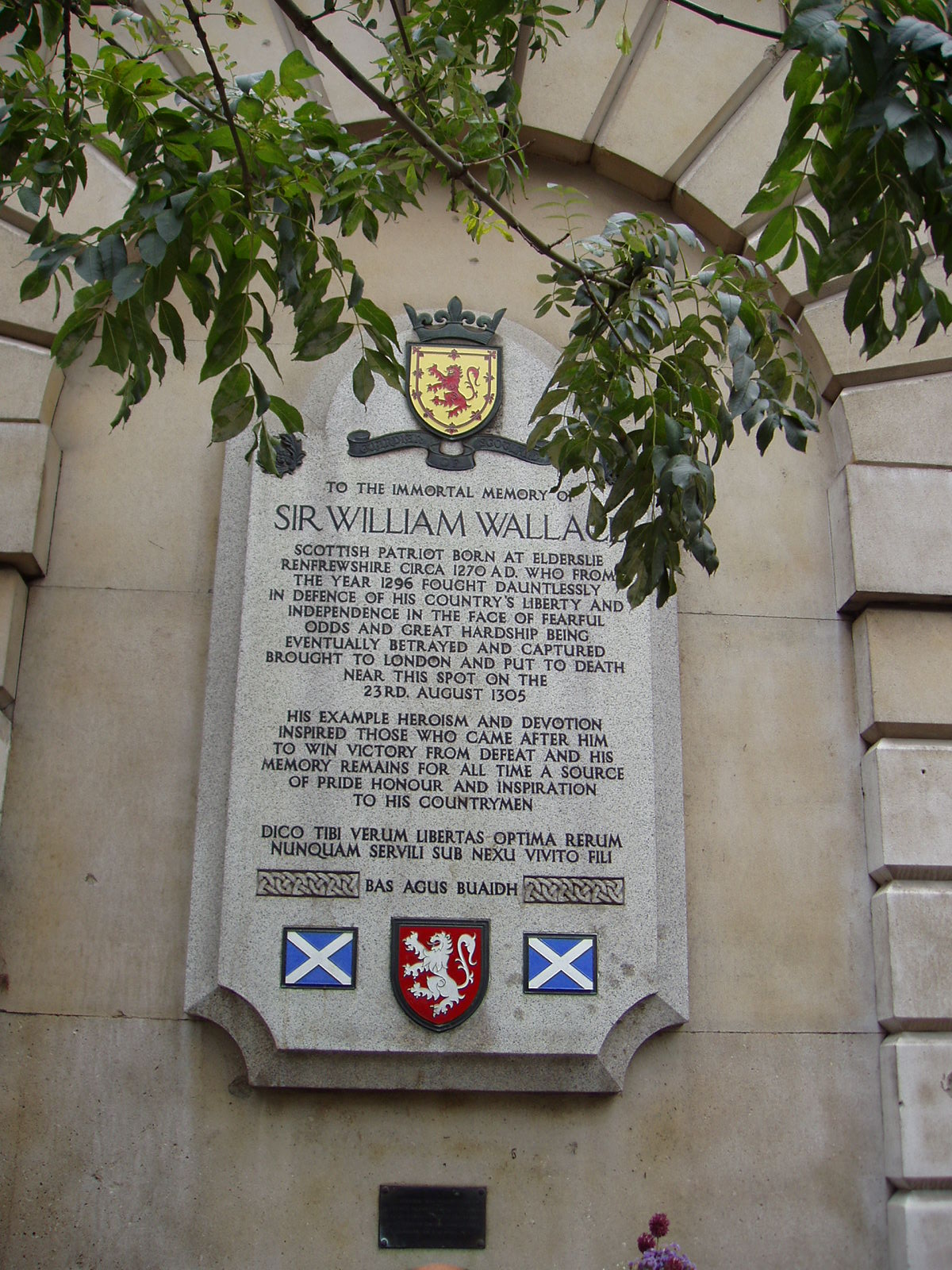
Placa que marca el lloc de l'execució de Wallace

Després del judici, el 23 d'agost de 1305, Wallace va ser portat de la sala a la Torre de Londres, després despullat i arrossegat per la ciutat als talons d'un cavall fins als Elms a Smithfield. Va ser penjat, arrossegat i esquarterat, estrangulat a la forca, però alliberat mentre encara era viu, emasculat, eviscerat (amb les entranyes cremades davant seu), decapitat i després tallat en quatre parts. El cap de Wallace es va submergir en quitrà i es va col·locar en una punta al pont de Londres. Al seu cap conservat es van unir més tard els caps del seu germà John i dels seus compatriotes Simon Fraser i John of Strathbogie. Les extremitats de Wallace es van mostrar, per separat, a Newcastle, Berwick, Stirling i Perth. Una placa descoberta el 8 d'abril de 1956 es troba en una paret de l'Hospital de Sant Bartomeu prop del lloc de l'execució de Wallace a Smithfield. Inclou en llatí les paraules Dico tibi verum libertas optima rerum nunquam servili sub nexu vivito fili ('Et dic la veritat: la llibertat és el millor. Fill, mai visquis la teva vida com un esclau'), i en gaèlic Bas Agus Buaidh ('mort i victòria'), un antic crit de batalla escocès.
El 1869 es va erigir el Wallace Monument, prop del lloc de la seva victòria al pont de Stirling. L’espasa de Wallace, que suposadament pertanyia a Wallace, encara que algunes parts es van fer almenys 160 anys després, es va celebrar durant molts anys al castell de Dumbarton i ara es troba al monument de Wallace.

## En la cultura popular

### Pel·lícules
- Una versió ben coneguda de la vida de Wallace és la que apareix en la pel·lícula Braveheart (1995), dirigida i protagonitzada per Mel Gibson fent del mateix Wallace, escrita per Randall Wallace, i filmada a Escòcia i Irlanda. La pel·lícula va ser criticada per les seues abundants inexactituds històriques.[30][31]
- En la pel·lícula Outlaw King (2018), Robert I d'Escòcia és incitat a planejar una revolta contra els anglesos després d'observar avalots induïts per l'exposició pública del cos aquarterat d'en Wallace.[32]

### Literatura
- El poema del segle xv de Blind Harry ha estat una influència important en la llegenda de Wallace, perquè inclou detalls com l'existència d'una muller anomenada Marion Braidfute, i assegura que Wallace va matar el Xèrif de Lanark en venjança per l'assassinat de la seva muller. Tanmateix, moltes parts d'aquest poema no han sigut confirmades o, directament, contradiuen fonts contemporànies.
- El 1793 Robert Burns va escriure les lletres de la cançó patriòtica Scots Wha Hae wi Wallace bled.[33]
- Jane Porter va escriure una versió romàntica de la llegenda d'en Wallace en la novel·la històrica The Scottish Chiefs (1810).[34]
- En el seu premiat poema de 1819, Wallace Invocation to Bruce, Felicia Hemans imagina Wallace instant Bruce (Robert I d'Escòcia) a continuar la lluita per la llibertat després de la derrota a la batalla de Falkirk.
- El 1828, Walter Scott va escriure The Story of Sir William Wallace inclosa en Tales of a Grandfather (primer sèrie).[35]
- G. A. Henty va escriure una novel·la sobre aquest període que va titular In Freedom's Cause: A Story of Wallace and Bruce (1885). Henty, productor i escriptor de la revista il·lustrada Boy's Own Paper, retrata la vida de William Wallace, Robert I d'Escòcia, The Black Douglas i d'altres, mesclant els esdeveniments de la seva novel·la amb ficció històrica.[36]
- Nigel Tranter va escriure una novel·la històrica que va titular The Wallace (1975), «admirablement lliure de qualsevol cosa que tinga que veure amb Braveheart».[37]
- The Temple and the Stone (1998), una novel·la de Katherine Kurtz i Deborah Turner Harris, inclou una trama que crea una connexió fictícia entre Wallace i els cavallers templers.[38]

### Vídeojocs
- Wallace és el tema i el protagonista de la campanya tutorial en el joc d'estratègia en temps real Age of Empires II: The Age of Kings.[39]

### Cerveses
- Algunes cerveses han estat anomenades en honor d'en Wallace. Una cerveseria en Pont d'Allan, Escòcia, fa una ale escocesa anomenada William Wallace, i la cerveseria escocesa Maclays Brewery va tenir una cervesa que anomenava Wallace.[40]